# Onthophagus furciramus
Onthophagus furciramus là một loài bọ cánh cứng trong họ Bọ hung (Scarabaeidae).